# Bazylisa
Bazylisa – imię żeńskie pochodzące od wyrazu pospolitego gr. βασίλισσα – „żona basileusa, królowa, cesarzowa”.
Bazylisa imieniny obchodzi 15 kwietnia i 3 września.
Imienniczki
- św. Bazylisa (†67/68) – męczennica, razem ze św. Anastazją pochowała potajemnie ciała apostołów Piotra i Pawła.
- św. Bazylissa (†302?) – męczennica, wspominana ze św. Julianem.
- Wasilisa Bardina – rosyjska tenisistka.
- Wasilisa Marzaluk – białoruska zapaśniczka
- Wasilisa Siemienczuk – rosyjska narciarka.

Postaci fikcyjne
- Vassilissa, postać z filmu Śródziemnomorska sielanka  w reżyserii Gabriele Salvatoresa.